# ピボキサゼパム
ピボキサゼパム（英：Pivoxazepam）はベンゾジアゼピン誘導体である薬物である。オキサゼパムのピバル酸（2,2-ジメチルプロパノエート）エステルである]。他のベンゾジアゼピン系薬と同様に鎮静薬、抗不安薬としての作用がある。ピボキサゼパムは親薬物のオキサゼパムと比較して吸収が速く、鎮静作用がやや強い。

## 関連記事
- ベンゾジアゼピン
- ベンゾジアゼピンの一覧